# Holly (album)
Holly is het eerste album van Justin Nozuka. Het album is vernoemd naar zijn moeder. Zijn ouders zijn gescheiden en hij heeft veel respect voor zijn moeder die in haar eentje zeven kinderen heeft grootgebracht. Ze heeft Justin altijd gestimuleerd en mede dankzij haar maakt hij nog steeds muziek.
Het album "Holly" is vol met liedjes over liefde, verlies, wanhoop, leven en dood.

## Nummers
| #   | Titel                               | Lengte | Artiest                                                   |
| --- | ----------------------------------- | ------ | --------------------------------------------------------- |
| 1.  | Down in a Cold Dirty Well           | 4:27   | Justin Nozuka                                             |
| 2.  | Golden Train                        | 3:09   | Justin Nozuka                                             |
| 3.  | Be Back Soon                        | 4:21   | Justin Nozuka                                             |
| 4.  | Mr. Therapy Man                     | 3:39   | Justin Nozuka                                             |
| 5.  | Supposed to Grow Old                | 4:22   | Justin Nozuka                                             |
| 6.  | After Tonight                       | 4:06   | Justin Nozuka, Haydain Neale                              |
| 7.  | Criminal                            | 4:06   | Justin Nozuka                                             |
| 8.  | I'm in Peace                        | 3:41   | Justin Nozuka                                             |
| 9.  | Oh Momma                            | 4:54   | Justin Nozuka                                             |
| 10. | Save Him                            | 5:26   | Justin Nozuka                                             |
| 11. | If I Gave You My Life               | 8:10   | Justin Nozuka, Pete Cugno                                 |
| 12. | Don't Listen to a Word You've Heard | 2:37   | Justin Nozuka(niet op elke versie van dit album aanwezig) |

### Videos
- Mr. Therapy Man (Holly, 2007)
- Criminal (Holly, 2007)
- After Tonight (Holly, 2007)
- Be Back Soon (Holly, 2008)
- Golden Train (Holly, 2009)